# NGC 1254
NGC 1254 је елиптична галаксија у сазвежђу Кит која се налази на NGC листи објеката дубоког неба.
Деклинација објекта је + 2° 40' 40" а ректасцензија 3h 14m 23,8s. Привидна величина (магнитуда) објекта NGC 1254 износи 14,3 а фотографска магнитуда 15,3. NGC 1254 је још познат и под ознакама MCG 0-9-33, CGCG 390-32, PGC 12052.